# Triangles de Dayton
Stade
Maillots
Les Triangles de Dayton (en anglais : Dayton Triangles) étaient une franchise de la NFL (National Football League) basée à Dayton dans l'Ohio. 
Cette franchise NFL aujourd'hui disparue fut fondée en 1913. Les Dayton Triangles sont rachetés en 1930 par des investisseurs new yorkais et servent de base à la création des Dodgers de Brooklyn.